# NGC 5814
NGC 5814 is een spiraalvormig sterrenstelsel in het sterrenbeeld Maagd. Het hemelobject werd op 13 april 1828 ontdekt door de Britse astronoom John Herschel.

## Synoniemen
- MCG 0-38-17
- ZWG 20.46
- IRAS 14588+0149
- PGC 53653